# ウイルス学
ウイルス学（ウイルスがく、英語: virology）は、非細胞性生物群（ウイルス、ウイロイドなど）を取り扱う生物学の一つ。新型コロナウイルスの感染が拡大した事により、この分野のさらなる発展が期待されている。
ウイルスは現在のところ微生物に分類されているが、その取り扱いは既存の生物細胞とは余りにも異なることが多い。そのためにウイルスのみを特別に扱う特殊な実験系が必要となる。

## 分類法
1962年、アンドレ・ルウォフ (Andre Michael Lwoff) らによって提唱された分類法がもっとも広く用いられる。この分類法によるとウイルスはビリオンの性状によって分類される。ビリオンとはウイルスの細胞外における状態であり、代謝的に不活性ではあるが感染因子となる。
分類の基準は以下の通り。
- 核酸のタイプ(DNAかRNAか)
- カプシド（ビリオンのタンパク質によって構成される殻）の構造
- エンベロープ（カプシドを更に取り巻く脂質）の有無
- カプシドの大きさ

更に、ビリオン以外の特徴としては
- 核酸鎖の数
- ウイルス形成の特徴
- 宿主-ウイルス相互作用

また、正常宿主の種類
- 微生物
- 動物
- 植物

でも、分類がなされる。ただし、上記の分類によって進化系統樹を描けるわけではない。

## 増殖
ウイルスに感染した細胞は溶菌を起こし多数のウイルス粒子を放出する。細菌ウイルスに対しては、溶菌を起こした細菌は寒天平板上で溶菌斑（ようきんはん、プラークとも言う）を形成する。プラークを用いて増殖を確認する方法は、自然界からのウイルスの分離に用いられる。
また、微生物のような対数増殖ではなく、ある時期が経過すると爆発的に桁数の増殖する一段増殖をウイルスは示す。この一段増殖実験をもってウイルス形成に要する時間などのデータが得られる。

## 分離
プラーク法以外には、自然界試料を0.22μm濾過するか、ビリオンがクロロホルム耐性である事を生かしクロロホルム処理を行う方法が取られる。しかしながら分離の確認には最終的にプラーク法を用いる。分離の精度を上げるのであればプラーク法を繰り返し行う。ビリオンを純粋に集めるには密度勾配遠心という、プラスミドや短い核酸などを集めるものと同様の方法が取られる。

## 病原性
ヒトに感染するウイルスは多くの疾病の原因となるが腫瘍の原因となる腫瘍ウイルスも発見されている。腫瘍ウイルスの存在が示唆されたのは1908年のことでニワトリ白血病に関するものであった。1936年にBittnerによって
- 出産時に腫瘍ウイルスの感染を受けた生物は成熟するまで腫瘍を生じない事
- ウイルスの腫瘍誘発性は宿主の生理学的特性など特異的な環境因子（ホルモンなど）に依存する

ということが明らかになった。
また、昨今ではSARSや鳥インフルエンザといった新規の病原性ウイルスの存在が一般に認識され始めている。ウイルスの病原性は突然変異と多くの宿主を経ることによって強化されるといわれている。